# Cabaret Cornichon
Le Cabaret Cornichon est un cabaret suisse qui exista à Zurich de 1934 à 1951.

## Histoire
Le cabaret a été fondé par Otto Weissert, Walter Lesch, Emil Hegetschweiler et Alois Carigiet. Ils furent ensuite rejoints par Max Werner Lenz, Elsie Attenhofer, Voli Geiler, Margrit Rainer, Heinrich Gretler, Zarli Carigiet, Karl Meier et Alfred Rasser. Le directeur musical était le pianiste et compositeur Nico Kaufmann.
Le Cabaret Cornichon était essentiellement un cabaret de divertissement mais, inspiré par les idéaux plus tard connus sous le nom de Geistige Landesverteidigung (défense spirituelle), il s'opposa aussi au fascisme et au nazisme, en particulier à une organisation d'extrême-droite, la Frontenbewegung, dont les vues épousaient celles des nazis.
Après la Seconde Guerre mondiale, le cabaret, marqué à gauche, se divisa, entre autres à cause de divergences politiques et de la guerre froide. Parmi ceux qui partirent, certains fondèrent le Cabaret fédéral en 1949.

## Source de la traduction
- (en) Cet article est partiellement ou en totalité issu de l’article de Wikipédia en anglais intitulé « Cabaret Cornichon » (voir la liste des auteurs).